# Calcideu
Calcideu (grec antic: Χαλκιδεύς, llatí: Chalcideus) fou un comandant espartà.
L'hivern del 413 aC al 412 aC fou nomenat comandant (no almirall) en el lloc de Melàncrides, que havia estat ferit en un terratrèmol. A la primavera del 412 aC va instigar la revolta dels aliats jònics d'Atenes. Després amb només 5 vaixells, va incitar a la revolta a Quios, Èritres i Clazòmenes i tot seguit, amb ajut de la flota de Quios, va revoltar Teos i finalment Milet, on va fer un tractat amb el sàtrapa persa Tisafernes.
Va romandre a Milet vigilant la força atenenca a Lade. Els atenencs van aconseguir bloquejar a Calcideu a Milet i tallar les seves comunicacions amb les ciutats revoltades. L'almirall Astíoc va anar en el seu ajut però abans d'arribar Calcideu va morir en un xoc menor amb els atenencs de Lade al final de l'estiu del 412 aC.